# Mauritia depressa
Mauritia depressa là một loài ốc biển, là động vật thân mềm chân bụng sống ở biển trong họ Cypraeidae, họ ốc sứ.
Có một phân loài: Mauritia depressa dispersa Schilder

## Phân bố

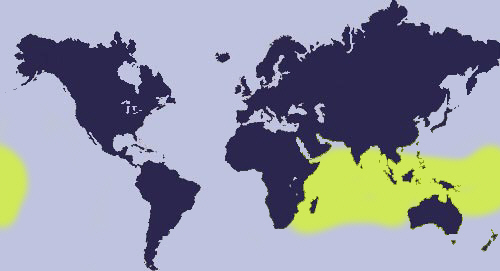
Bản đồ phân bố của Mauritia depressa

Chúng phân bố ở Ấn Độ Dương dọc theo Chagos, Comoros, Kenya, Madagascar, vùng bể Mascarene, Mauritius, Réunion và Tanzania.

## Hình ảnh

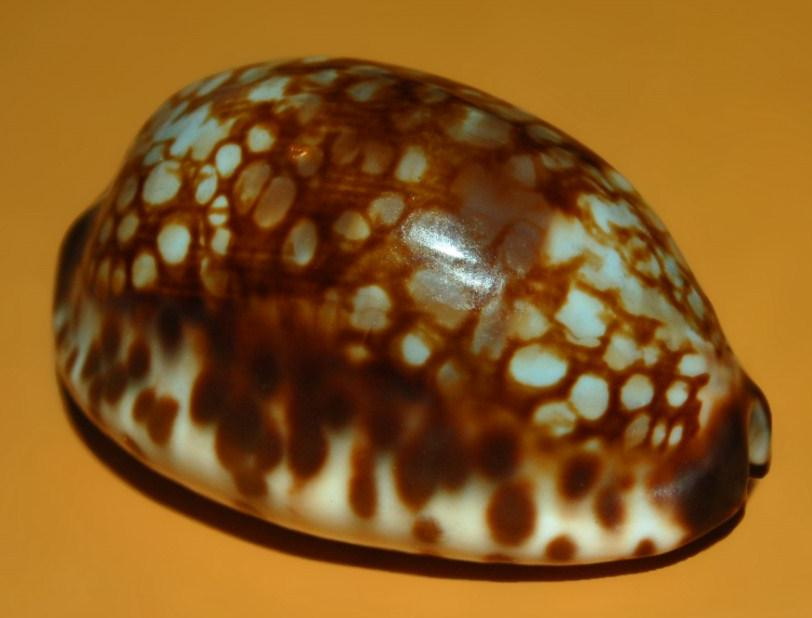
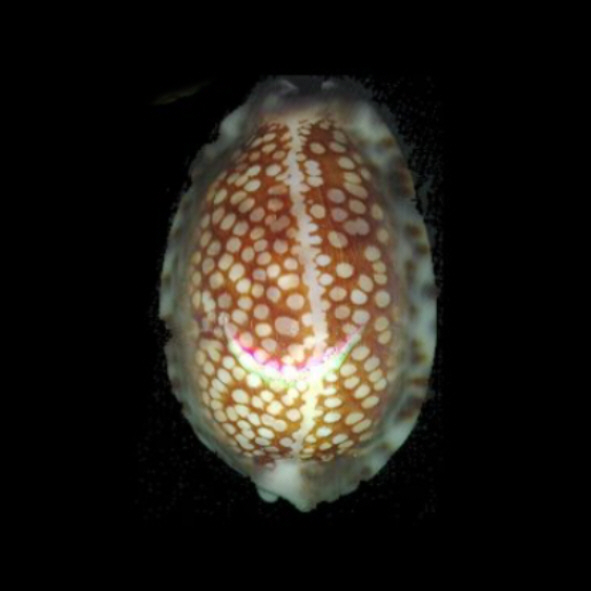